# Paederia lanuginosa

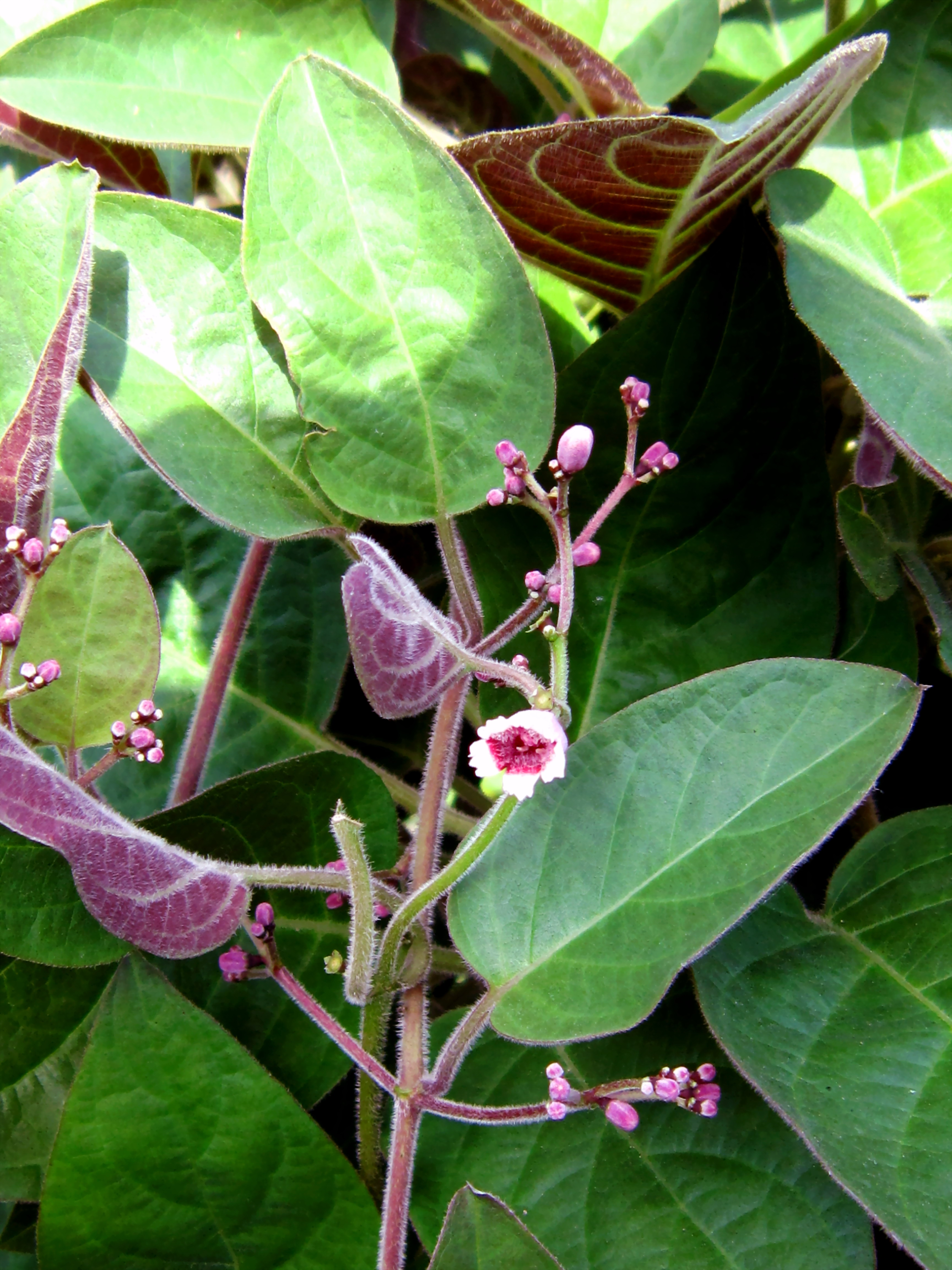
Bloezem

Paederia lanuginosa of kaasplant is een tropische klimplant uit de sterbladigenfamilie, afkomstig uit Zuidoost-Azië.

## Beschrijving
De Paederia langinosa groeit als liaan met een lengte van 2-12 meter. De stengel groeit met een slingerend verloop en wordt donkerbruin na de verhouting. De bladeren zijn met wollige haartjes bedekt, hebben een groene bovenkant en een donkerrode onderkant, zijn eivormig en 5-20 cm groot. De bloezem is klein met een witte, rose of paarse kleur.

## Voorkomen
De plant komt in de natuur voor in Oost-India (Assam), Bangladesh, Birma, Thailand, Laos, Vietnam en Zuid-China.

## Gebruik
De kaasplant wordt in Vietnam als keukenkruid gebruikt. De smaak is kruidig en heeft gelijkenis met die van camembert of koolrabi. In de Zuidoost-Aziatische volksheilkunde worden de bladeren ook gebruikt als middel tegen epilepsie, urinerententie, flatus en voor wondbehandeling.
Sinds 2021 wordt de plant ook in West-Europa verkocht als keukenkruid en kamerplant.